# ترمنیکو
ترمنیکو (به ایتالیایی: Tremenico) یک منطقهٔ مسکونی در ایتالیا است که در استان لکو واقع شده‌است. ترمنیکو ۸٫۹ کیلومتر مربع مساحت و ۱۷۱ نفر جمعیت دارد و ۷۵۴ متر بالاتر از سطح دریا واقع شده‌است.